# C’est si bon
A C'est si bon egy örökzöld sláger.
A dal 1947-ben született, zeneszerzője Henri Betti, a francia szöveget André Hornez, az angolt Jerry Seelen írta. A számot Eartha Kitt előadása tette örökzölddé az 1954-es New Faces of 1952 c. filmmel.
A profi énekesek előtt Henri Betti már énekelgette szerzeményét egy nizzai zenés étteremben, majd felajánlotta  Yves Montandnak, akinek azonban nem tetszett. 1948-ban Raymond Legrand zenekarával bemutatta a rádió és sikert aratott. Ezután már Yves Montand is elénekelte, majd bemutatták az első Nizzai Jazz Fesztiválon, ahol jelen volt Louis Armstrong is, aki felvette repertoárjára Jerry Seelen angol szövegével. A lemezfelvétel kiugró siker lett.

## Híres felvételek
Dean Martin, Lisa Ono, Amanda Lear, Maurice Chevalier, Angèle Durand, Yves Montand, Peter Alexander, Eddie Constantine, Margot Hielscher, Hildegard Knef, Peter Kraus, Paul Kuhn, Mireille Mathieu, Caterina Valente, Bruce Low, Paul Anka, Louis Armstrong, Josephine Baker, Petula Clark, Bing Crosby, Joey Dee, Laura Fygi, Earl Grant, Tom Jones, Eartha Kitt, Amanda Lear, Rita Lee, Abbey Lincoln, Gina Lollobrigida, Shirley MacLaine, Dean Martin, Cliff Richard, Barbra Streisand, Conway Twitty, Dionne Warwick, Chet Baker, Acker Bilk, Buddy Collette, Stéphane Grappelli, Bert Kaempfert, Earl Klugh, Michel Legrand, Didier Lockwood, Bob Sinclar, Billy Vaughn, Jacky Terrasson, Biréli Lagrène, Jolie Môme, Emilie,...

### Magyar
„(Vártam rád)”: Pálffy Zsuzsa, Záray Márta,...